# Cereus
Obecný název cereus označuje kaktusy s výrazně podlouhlým růstem stonku. Převážně jsou sloupovité, ale i poléhavé, plazivé, převislé nebo popínavé. Botanický rod  Cereus je nejstarším a základním rodem pro tyto kaktusy. Cereusy patří do podčeledi Cactoideae.

## Taxonomie a historie
Jméno Cereus poprvé použil roku 1625 Tabernaemontanus a vztahovalo se nejspíše na monstrózní formu Cereus hexagonus, která připomíná rozteklou svíci. Carl Linné všechny kaktusy zařadil do jediného rodu Cactus. Jeho současník Philip Miller r. 1754 vyhradil rod Cactus pro kulovité kaktusy, ustanovil rody Opuntia pro kaktusy se stonkem z článků, Pereskia pro keřovité kaktusy s listy a Cereus pro sloupovité druhy a popsal je podle Linnéem nově zavedených taxonomických pravidel. Rod Cereus tehdy zahrnoval všechny kaktusy se sloupovitým nebo výrazně prodlouženým stonkem.
Ludwig Pfeiffer v roce 1838 vyčlenil rod Cephalocereus (typ Cephalocereus senilis) pro cereusy s cefáliem, specifickým vlasatým útvarem, ze kterého raší květy. Charles Lemaire roku 1839 popsal rod Pilocereus pro vlasaté cereusy, současný název je Pilosocereus. A v roce 1848 George Engelmann ustanovil rod Echinocereus pro drobné cereusy s květní trubkou nesoucí trny.
Britton & Rose (1919–1923) a Alwin Berger (1929) ve svých systémech pokračovali v oddělení dalších druhů do nově ustavených rodů. V rodě Cereus nakonec zůstalo asi 33 většinou velkých druhů, které spíše než by naplňovaly definici rodu jsou zbytkem po vyčlenění ostatních druhů do jiných rodů. Ostatní byly převedeny do dalších rodů. Mnohé končí sufixem cereus.

## Popis

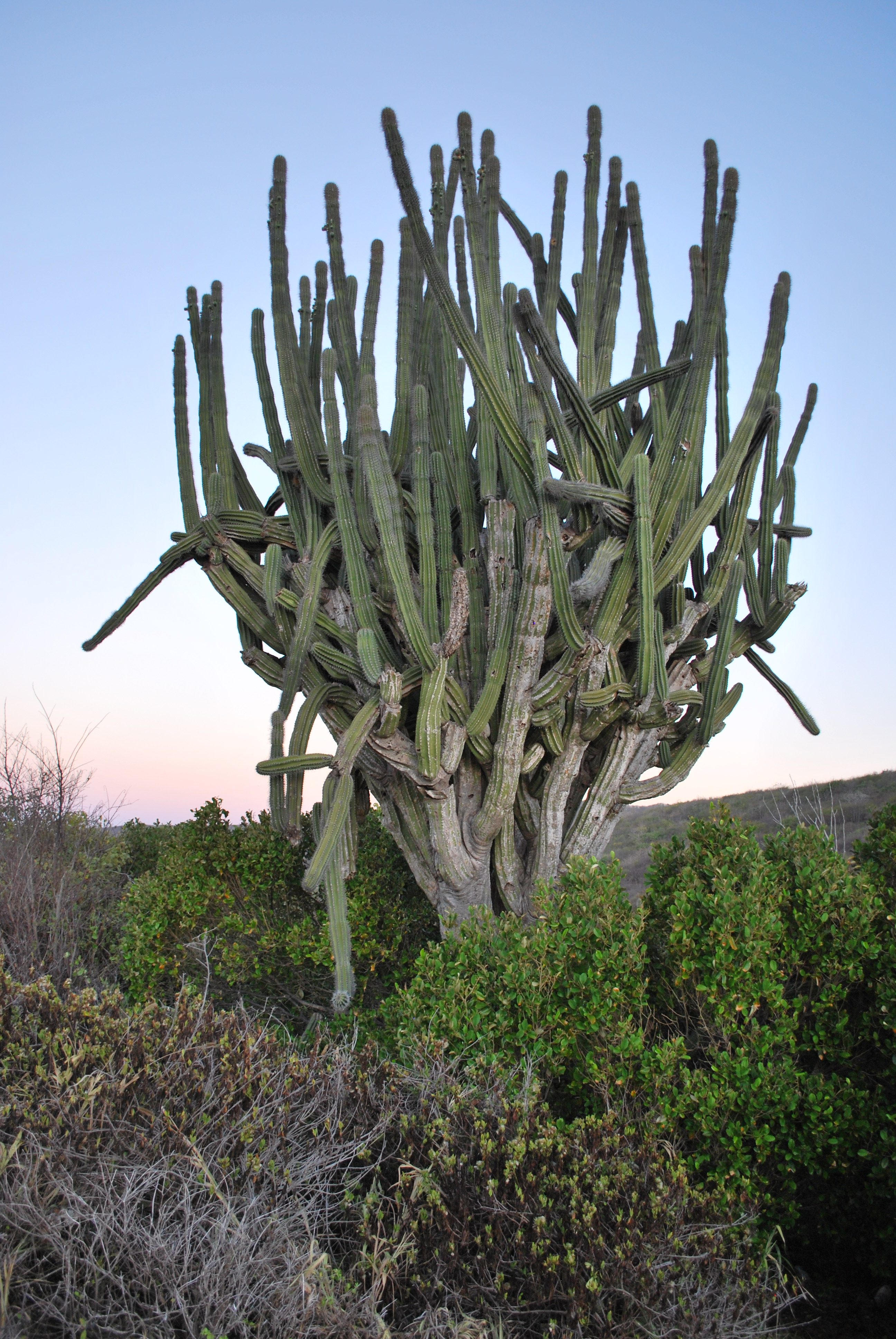
Pachycereus pringlei vytváří impozantní jedince s mnoha větvemi

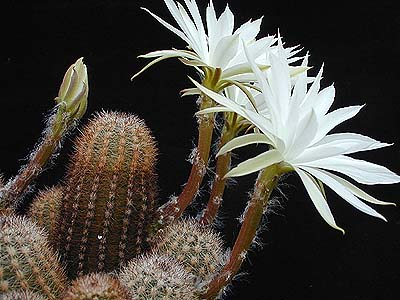
Pygmaeocereus bylesianus

Základní charakteristikou je výrazně podlouhlý růst stonku a to již od malých semenáčků. Tím se liší od některých kulovitých kaktusů, které jsou sice v dospělosti výrazně válcovité, ale napřed rostou dlouho kulovitě a mají mnoho příbuzných kulovitých druhů (jsou to mnohé notokaktusy, zejména z podrodu Eriocactus, chilské kaktusy rodu Neoporteria a Copiapoa, mnohé druhy rodu Mammillaria, vyspělé ferokaktusy, Astrophytum ornatum a další). Naopak několik miniaturních echinocereusů zůstává i ve stáří jen mírně protáhle vejčitých.
Stonek je vždy členěn do žeber, nikdy nemá bradavky – mamilly. Mnohé druhy vytváří cefálium, specifický útvar z generativně zralé části stonku nesoucí husté chlupy a trny, ze kterého raší květy.
Za nejvyšší kaktus vůbec se považuje Carnegia gigantea, známá též jako saguaro. Výška se udává okolo 18 m, starší zprávy udávají dokonce až 24 m. Další mohutné a vysoké druhy s udávanou výškou 12 až 18 m jsou z rodů Neobuxbaumia, Mitrocereus a Pachycereus. Poslední má mnohem větší množství bočních větví, takže celková hmotnost pachycereusů bývá větší než u karnegií. V Jižní Americe jsou nejvyšší zástupci v rodu Trichocereus, např. Trichocereus terscheckii nebo Trichocereus pasacana. Vytvářející v horách pravidelné řídké porosty, takzvaný pasakánový les.
Nejdelší stonky jsou udávány u epyfiticky rostoucího Hylocereus undatus, celková délka se udává až 90 m.
Nejmenší zástupci cereusů jsou jen okolo 5 cm velcí. Především je to rod Pygmaeocereus. Velmi malý je i pěkný Echinopsis (Seti-Echinopsis) mirabilis. Ještě tenčí mohou být jednotlivé články často pěstovaného chamaecereusu Echinopsis chamaecereus, jeho celé trsy jsou ovšem větší. Další drobné druhy jsou z rodu Echinocereus: E. knippelianus, E. laui, E. ledingii, E. pulchellus, E. viridiflorus.

## Využití

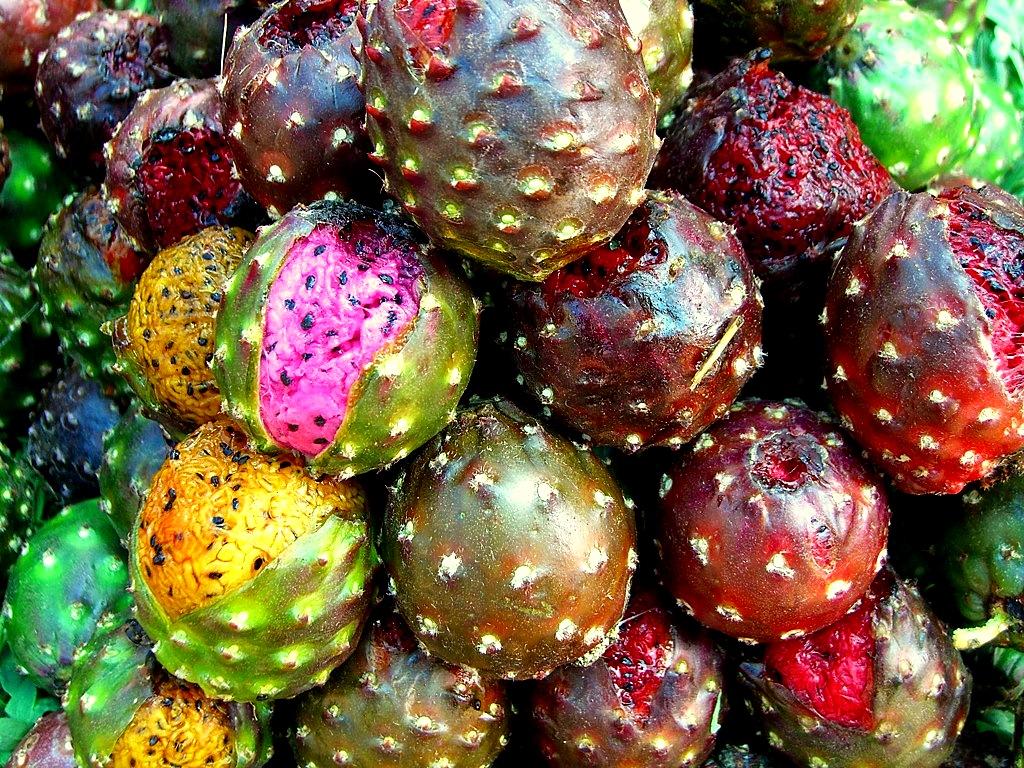
Pitaya jsou drobné plody stenocereusů, zde Stenocereus queretaroensis

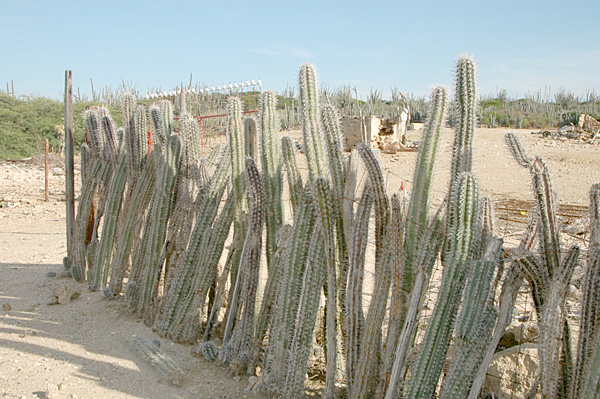
Kaktusový plot

Jedlé plody vytváří více druhů, někdy ve velkém množství: Carnegia gigantea, Myrtillocactus geometrizans, Pachycereus pringlei, Pachycereus schottii, Corryocactus pulquiensis, Selenicereus setaceus, Peniocereus serpentinus, Cereus repandus „cadushi“, Z rodu Stenocereus je to více druhů Stenocereus fricii, S. griseus, S. queretaroensis, a S. stellatus jsou i vysazovány u vesnic, plody jsou sbírány z divoce rostoucích Stenocereus pruinosus a S. thurberi. Nazývají se „pitaya“.
Z nízkých echinocereusů to jsou Echinocereus fendleri, E. engelmannii a některé další druhy.
V tropické oblasti oblastí Ameriky i Asie se v mnoha zemích pěstuje na plantážích pro velké plody Hylocereus undatus a méně další druhy tohoto rodu známé jako Dragon fruit nebo Pitahaya.
Peniocereus greggii má velké podzemní hlízy, které jsou po opečení jedlé.
Pachycereus marginatus,  Cereus repandus se používají k tvorbě živých, trnitých plotů, které ještě nesou jedlé ovoce.
Dřevo vyschlých stonků slouží jako palivové dříví, např. z druhů  Cereus repandus, Eulychnia sp.
Neoraimondia arequipensis poskytuje dlouhé zahnuté trny používané jako rybářské háčky.
Domorodci v Mexiku používají k rybaření nadrcené stonky Stenocereus gummosus obsahující toxické triterpenidy. Omámené ryby je potom možné chytat do rukou.
Výřez části hustě trnitého plodu Pachycereus pecten-aboriginum je používán domorodci jako hřeben.
Některé druhy kaktusů jako například Trichocereus peruvianus nebo Lophophora williamsi obsahují psychedelické látky, zejména mezkalin. Některá domorodá etnika, v oblastech odkud tyto rostliny pocházejí, je používají při náboženských obřadech jako entheogeny. Používají se přirozeně i jako zdroj těchto alkaloidů, které je z nich možné extrahovat. Ve většině zemí světa jsou ovšem, kromě výjimečných případů, tato využití trestná.

## Pěstované druhy

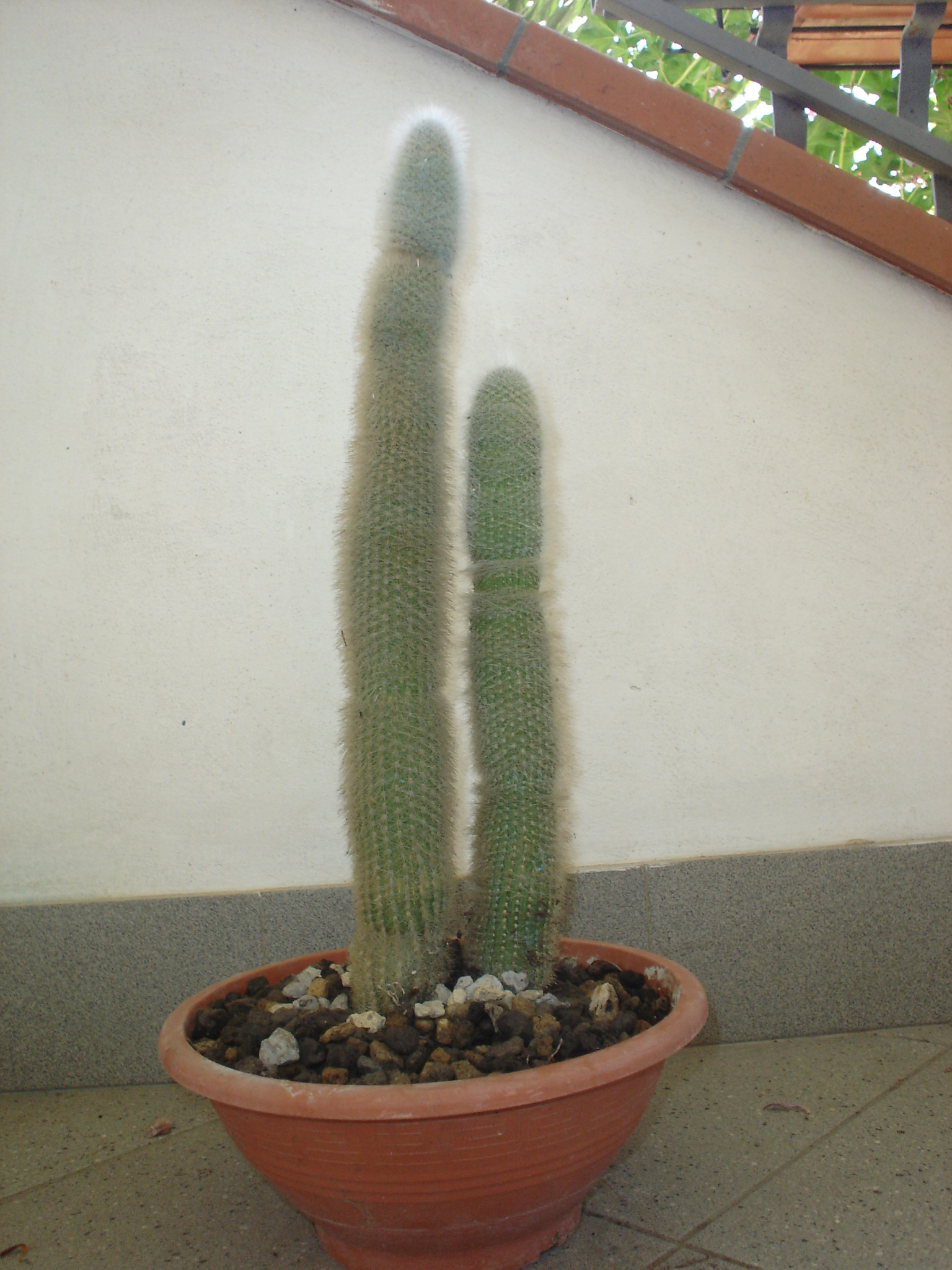
Cleistocactus strausii

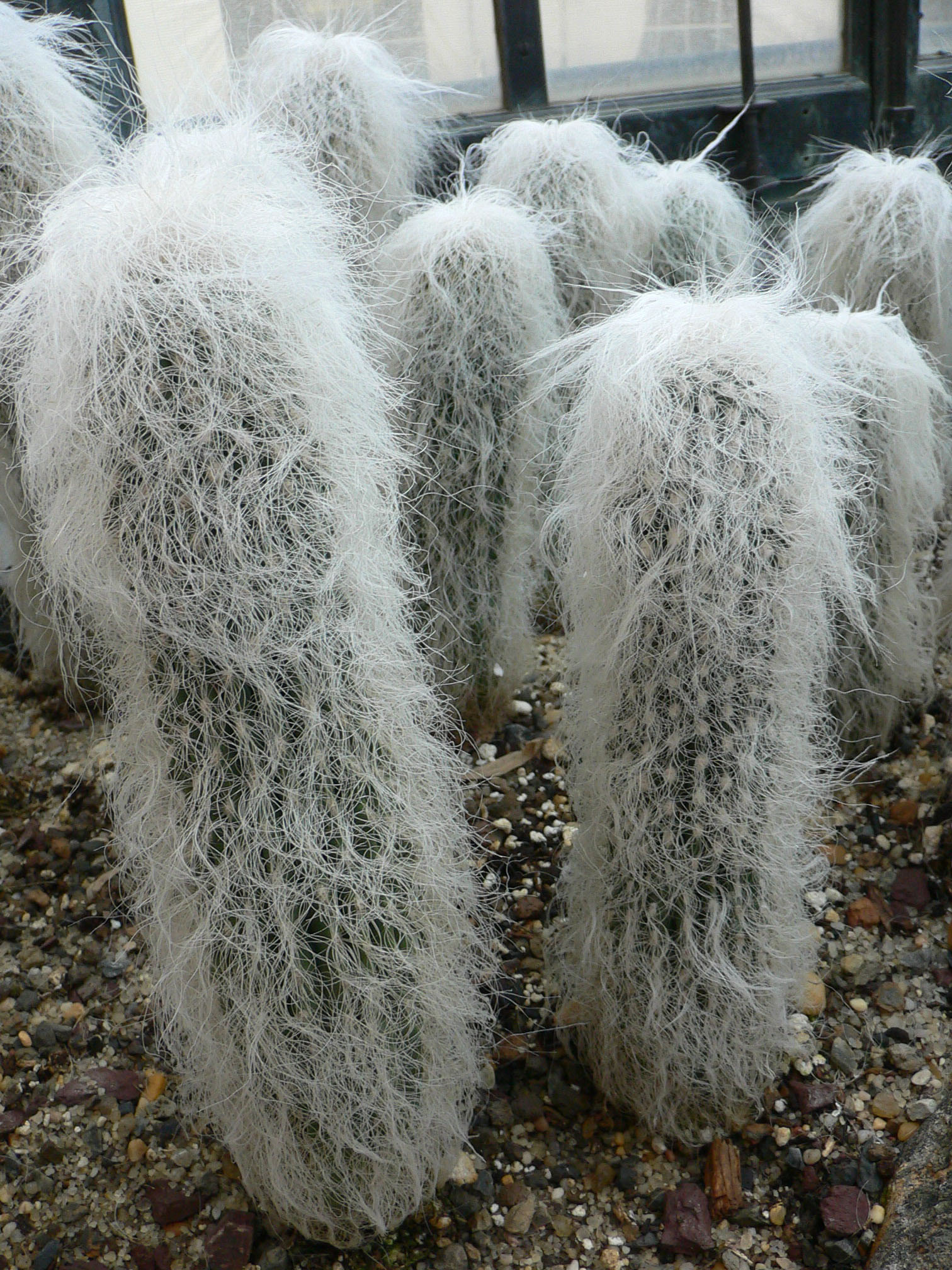
Stařeček Cephalocereus senilis

Několik druhů se snadno množí dělením, a proto se obecněji rozšířily mezi nekaktusářskou veřejnost. Nejčastěji pěstovaným druhem je oblíbený Chamaecereus (současný název Echinopsis chamaecereus) tvořící trsy drobných článků a ochotně kvetoucí šarlatovými květy. Pro květy byl dříve pěstován převislý kaktus bičovitý (současný název Disocactus flagelliformis, dříve Aporocactus). Nyní je nabízen zejména v USA. Další druh, Cereus peruvianus f. monstrosa (lze se setkat i s názvem Cereus pitahaya f. monstrosa a dalšími) je zvláštní růstová mutace, kdy se jednotlivá žebra a stonky nepravidelně rozpadají a větví. Připomíná poněkud obrácený krápník nebo rozteklou svíci. Pokožka je zelená až namodralá, chomáčky jemných trnů jsou žlutavé, rezavé, hnědé. Prastaré exempláře dorůstají až 2 m výšky. Množí se odřezky větví. Trichocereus schickendantzii tvoří trsy poléhavých, asi 6 cm silných stonků s více nevýraznými žebry, nesoucí asi 1 cm dlouhé, jemné, žluté trny. Tvoří zpočátku kulovité odnože. Občas se ještě pěstuje krásný, do jemných, stříbřitě bílých trnů zahalený Cleistocactus strausii. Roste vzpřímeně sloupovitě a odnožováním u báze vytváří malé skupiny stonků, které lze dělit.
Další druhy již nelze většinou množit amatérsky vegetativně, jejich semenáčky však nabízejí zahradnické podniky. Škála nabízených druhů je široká, ale pestrá druhová nabídka způsobuje, že zde nejsou většinou jednotlivé druhy všeobecně mezi pěstiteli sdílené a známé.
Jako populární chlupatý kaktus byl dříve nabízen Cephalocereus senilis, zahalený do bělostných, nepravidelně zvlněných trnů. Vzhledem měl připomínat hlavu starce. Místa výskytu v Mexiku, Barranca Venados a Barranca de Metztitlan, se nazývala Údolí starců. Plody i po dozrání zůstávaly na stonku a pro získání semen byly kaktusy káceny. Proto byl sběr semen zakázán. Nověji jej v obchodech nahradila Espostoa lanata, jejíž vlasovité trny jsou více uspořádané a někdy doplněné o silnější centrální trny. Další chlupaté kaktusy jsou zástupci rodu Oreocereus. Jsou různě hustě zahalené do vlasových trichomů doplněných o barevné žluté nebo červené trny. Také častěji pěstovaný Cleistocactus strausii je zahalen do bělostných přímých trnů.
Další veřejnosti v obchodech nabízené druhy představují různé kombinace různých tvarů stonků, jemných nebo silných různobarevných trnů, někdy doplněných o vatu v areolách. Zajímavý je pětižeberný Myrtilocactus geometrizans, který je téměř beztrnný, zato pokožka je nepravidelně modře ojíněna. Kombinací barevných trnů a různě dlouhé vlny v areolách na hranách žeber se vyznačují pilosocereusy. Často mají ještě modře ojíněnou pokožku. Jiné druhy jsou pěstovány pro dlouhé silné trny, např. Stetsonia coryne, Trichocereus sp., Eulychnia sp., Pachycereus pringlei. Hustě barevně otrněné jsou různé druhy rodů Cleistocactus a Haageocereus.
Většina vzpřímeně sloupovitých kaktusů představuje v bytových podmínkách jen juvenilní malé jedince, kteří nejsou květuschopní. Květy vytváří zástupci rodu Cleistocactus od výšky asi 40 cm. Více kvetou malé, převislé a popínavé druhy, jako např.  chamaecereus,  Aporocactus, Echinocereus, popínavá Harissia a ve sklenících pěstovaná královna noci Selenicereus grandiflorus.

## Seznam rodů

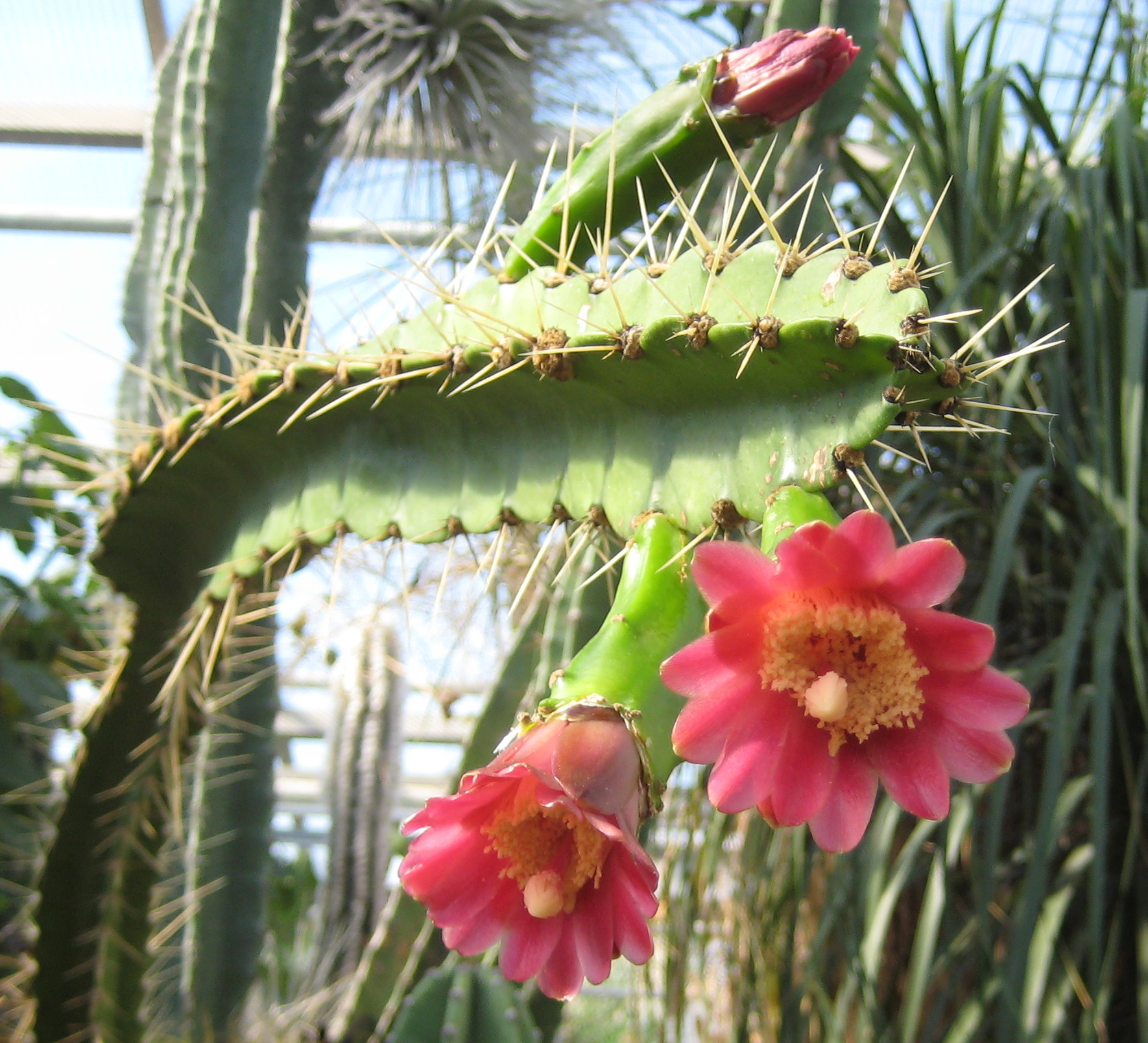
Calymmanthium substerile

Seznam obsahuje cereoidní rody uznané v klasifikaci kaktusů podle International Cactaceae Systematics Group. V závorce jsou častěji užívaná synonyma. (lit.: Anderson E. F., 2001). Rody kulovitých kaktusů jsou vynechány.

### PodčeleďCactoideaeR. S. Wallace 2001

#### TribusCalymmantheae
Keřovité nebo stromovité rostliny. Stonek je článkovaný, hluboce žebrovaný. Dorůstá až 8 m. Areoly jsou velké, ostny přímé bělavé. Květy trubkovité, až 11 cm dlouhé. Plody bobulovité. Na základě analýzy DNA je jediný známý druh Calymmanthium substerile považován za základní pro celou podčeleď Cactoideae a byl pro něj proto ustanoven speciální tribus. Výskyt v Andách severního Peru.
- Calymmanthium F.Ritter

synonyma: Diploperianthium F.Ritter (nom. inval.)

#### TribusHylocereeaeBuxbaum 1958
Převislé nebo epifytické keře. Tvoří adventivní kořeny ze stonku. Květy často noční.
Výskyt: tropické lesy střední Ameriky.

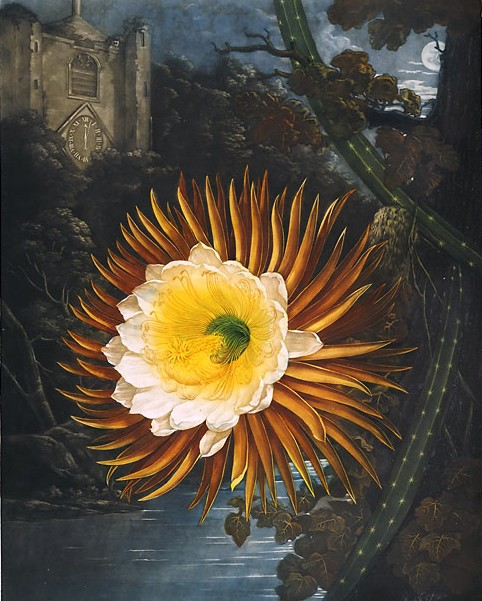
Selenicereus grandiflorus

- Disocactus Lindl.

synonyma: Aporocactus Lem., Aporocereus Fric & Kreuz. (orth. var.), Heliocereus (A.Berger) Britton & Rose, Lobeira Alexander, Nopalxochia Britton & Rose, Pseudonopalxochia Backeb., Wittia K.Schum., Wittiocactus Rauschert
- Epiphyllum Haw. – climbing cactus

synonyma: Phyllocactus Link, Phyllocereus Miq.
- Hylocereus (A.Berger) Britton & Rose – pitahaya

synonyma: Wilmattea Britton & Rose
- Pseudorhipsalis Britton & Rose

- Selenicereus (A.Berger) Britton & Rose – Královna noci, princezna noci

synonyma: Cryptocereus Alexander, Deamia Britton & Rose, Marniera Backeb., Mediocactus Britton & Rose, Strophocactus Britton & Rose, Strophocereus Fric & Kreuz. (orth. var.)
- Weberocereus Britton & Rose

synonyma: Eccremocactus Britton & Rose, Eccremocereus Fric & Kreuz. (orth. var.), Werckleocereus Britton & Rose

#### TribusCereeaeSalm-Dyck 1845

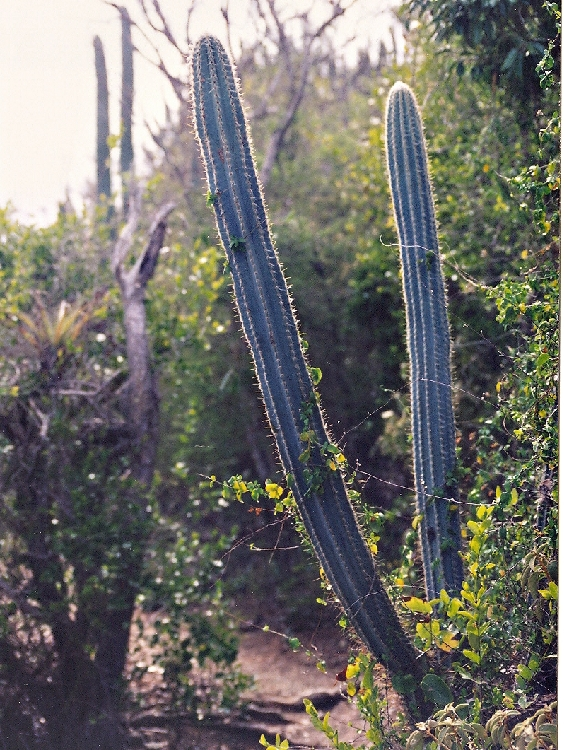
Pilosocereus royenii

Rostliny keřovité nebo stromovité, občas převislé. Stonky nečlánkované, často tvoří terminální nebo laterální cefália.
Výskyt: převážně východ Jižní Ameriky.
- Arrojadoa Britton & Rose

synonyma: Pierrebraunia Esteves
- Brasilicereus Backeb.

- Cereus Mill. – ovoce cadushi

synonyma: Mirabella F.Ritter, Piptanthocereus (A.Berger) Riccob., Subpilocereus Backeb.
- Cipocereus F.Ritter

synonyma: Floribunda F.Ritter
- Coleocephalocereus Backeb.

synonyma: Buiningia Buxb.
- Micranthocereus Backeb.

synonyma: Austrocephalocereus Backeb., Siccobaccatus P.J.Braun & Esteves
- Pilosocereus Byles & G. D. Rowley – tree cactus

synonyma: Pilocereus K.Schum., Pseudopilocereus Buxb.
- Praecereus Buxb.

- Stephanocereus A.Berger

#### TribusTrichocereeaeBuxbaum 1958

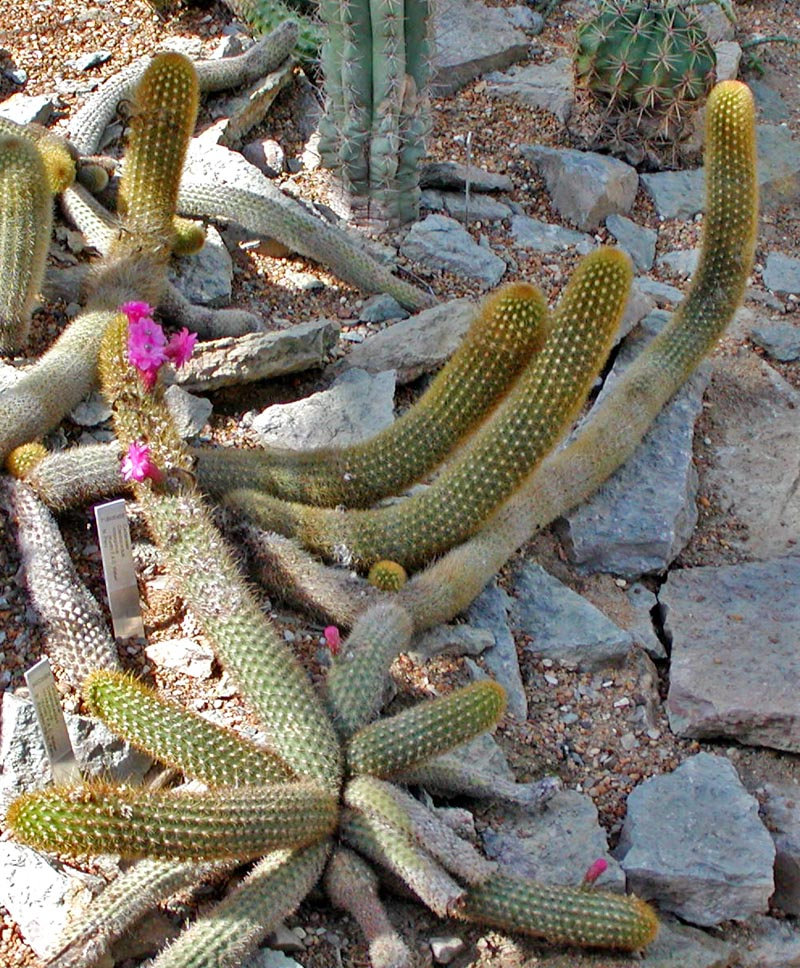
Cleistocactus icosagonus

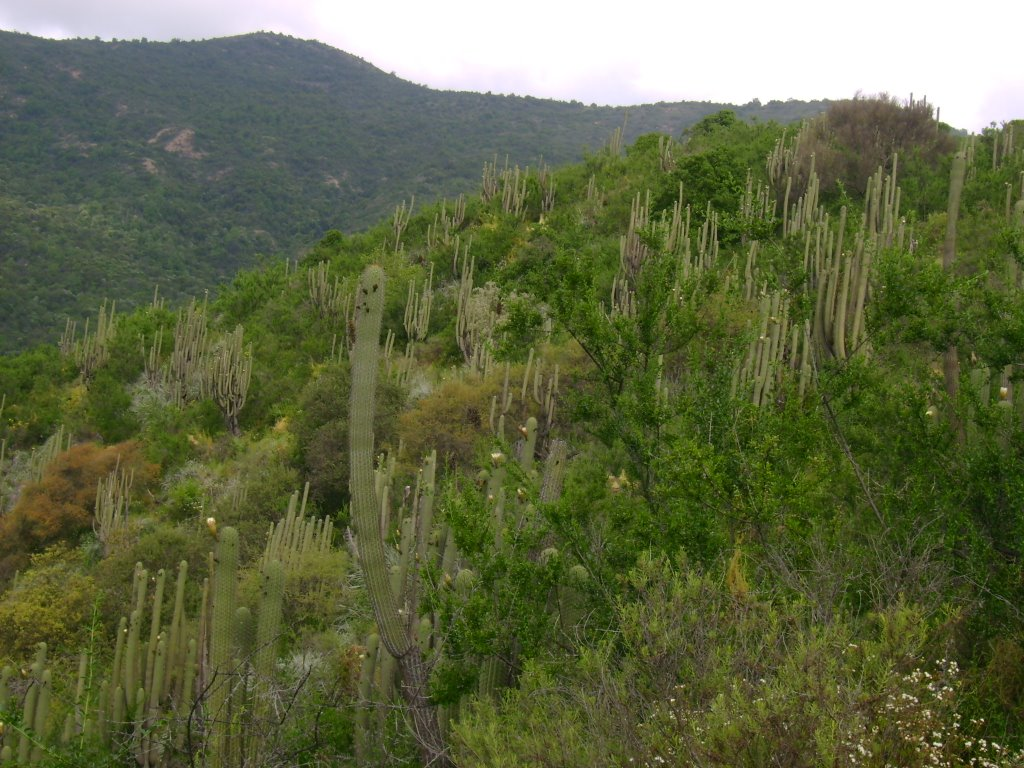
Echinopsis (Trichocereus) chiloensis tvoří pasakánový les

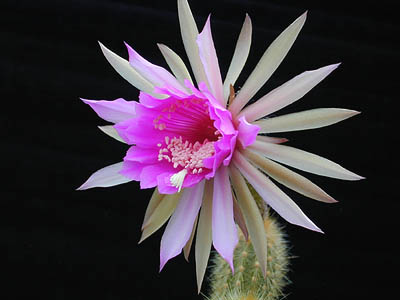
Arthrocereus rondonianus

Keřovité nebo stromovité rostliny. Stonky obvykle nečlánkované. Generativní část stonku je odlišná nebo vznikají terminální nebo laterální cefália.
Výskyt: Jižní subrovníková Amerika.
- Arthrocereus A.Berger

- Brachycereus Britton & Rose

- Cleistocactus Lem.

synonyma: Akersia Buining, Bolivicereus Cárdenas, Borzicereus Fric & Kreuz. (orth. var.), Cephalocleistocactus F.Ritter, Cleistocereus Fric & Kreuz. (orth. var.), Clistanthocereus Backeb., Gymnanthocereus Backeb., Hildewintera F.Ritter, Loxanthocereus Backeb., Maritimocereus Akers, Pseudoechinocereus Buining (nom. inval.), Seticereus Backeb., Seticleistocactus Backeb., Winteria F.Ritter, Winterocereus Backeb.
- Echinopsis Zucc. per partes

synonyma: Chamaecereus Britton & Rose, Helianthocereus Backeb, Setiechinopsis (Backeb.) de Haas, Trichocereus (A.Berger) Riccob.
- Espostoa Britton & Rose

synonyma: Binghamia Britton & Rose, Pseudoespostoa Backeb., Thrixanthocereus Backeb., Vatricania Backeb.
- Espostoopsis Buxb.

synonyma: Gerocephalus F.Ritter
- Facheiroa Britton & Rose

synonyma: Zehntnerella Britton & Rose
- Haageocereus Backeb.

synonyma: Haageocactus Backeb. (nom. inval.), Lasiocereus F.Ritter, Neobinghamia Backeb., Peruvocereus Akers
- ×Haagespostoa G.D.Rowley

[= Haageocereus × Espostoa]
- Harrisia Britton – apple cactus

synonyma: Eriocereus (A.Berger) Riccob., Roseocereus Backeb.
- Lasiocereus F.Ritter – see Haageocereus

- Leocereus Britton & Rose

- Mila Britton & Rose

- Oreocereus (A.Berger) Riccob.

synonyma: Arequipa Britton & Rose, Arequipiopsis Kreuz. & Buining, Morawetzia Backeb., Submatucana Backeb.
- Pygmaeocereus H.Johnson & Backeb.

- Rauhocereus Backeb.

- Samaipaticereus Cárdenas

- Weberbauerocereus Backeb.

synonyma: Meyenia Backeb.
- Yungasocereus F.Ritter

#### TribusNotocacteaeBuxbaum 1958

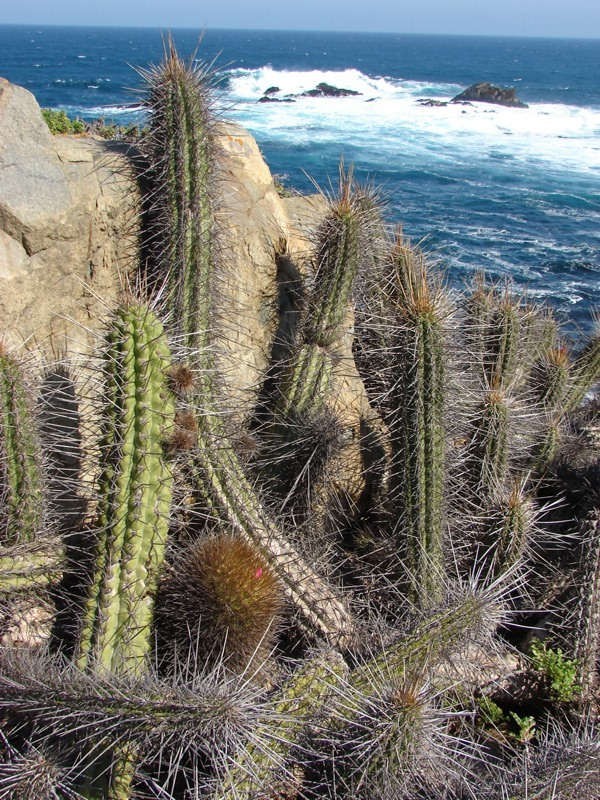
Eulychnia castanea, poušť Atacama

Rostliny obvykle soliterní. Květy vyrůstají z vlnatého vrcholu.
Výskyt: jižní část Jižní Ameriky.
- Austrocactus Britton & Rose

- Eulychnia Phil.

synonyma: Philippicereus Backeb.

#### TribusBrowningieaeBuxbaum 1966

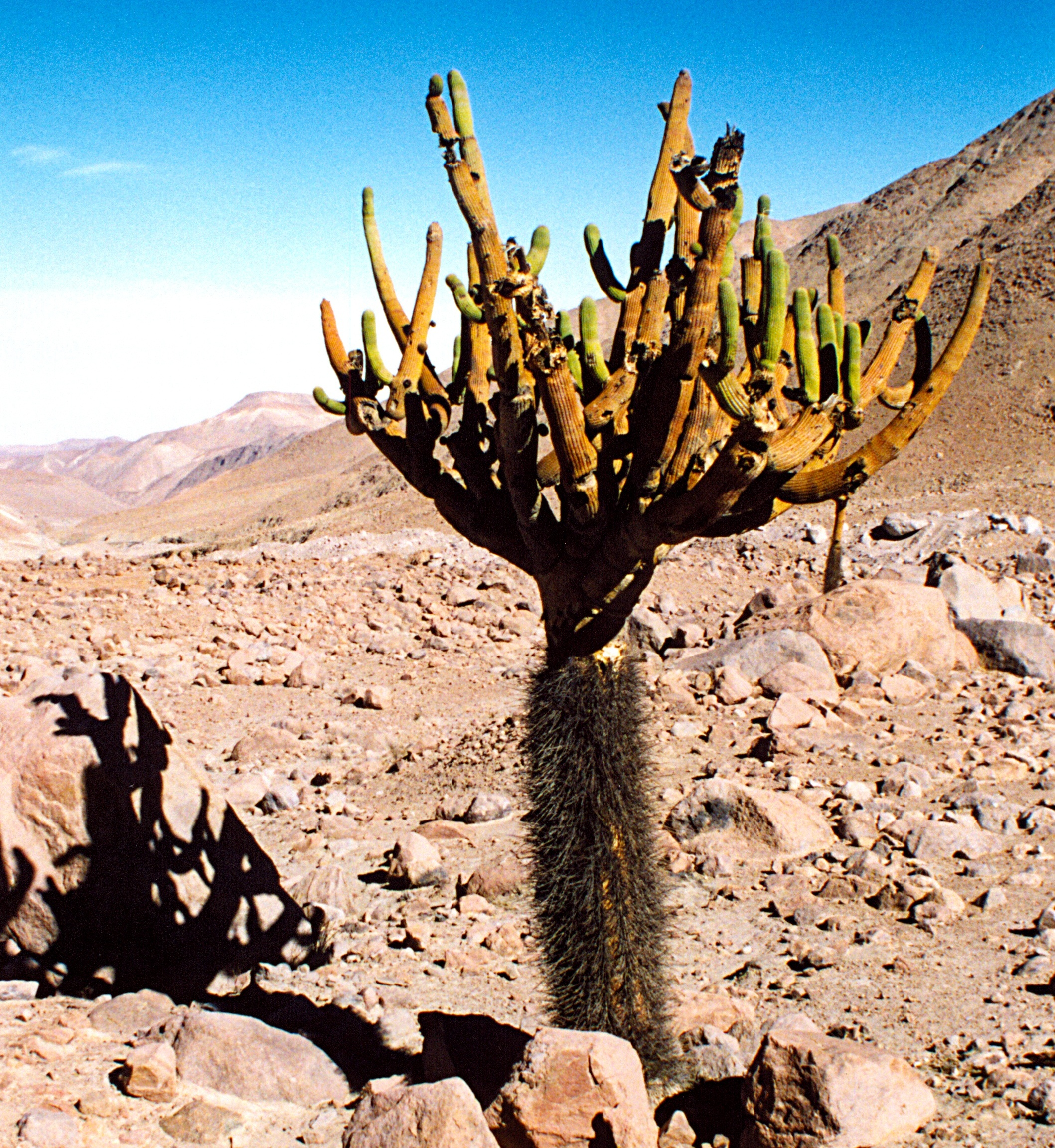
Browningia candelaris

Rostliny velké, large, keřovité nebo stromovité. Stonky nečlánkované i článkované, výrazně žebrovná, obvykle silně otrněné. Cefália se netvoří.
Výskyt: Andská oblast Jižní Ameriky a Galapágy.
- Armatocereus Backeb.

- Browningia Cárdenas, Gymnocereus Rauh & Backeb.

- Jasminocereus Britton & Rose

- Neoraimondia Britton & Rose

synonyma: Neocardenasia Backeb.
- Stetsonia Britton & Rose

#### TribusPachycereeaeBuxbaum 1958

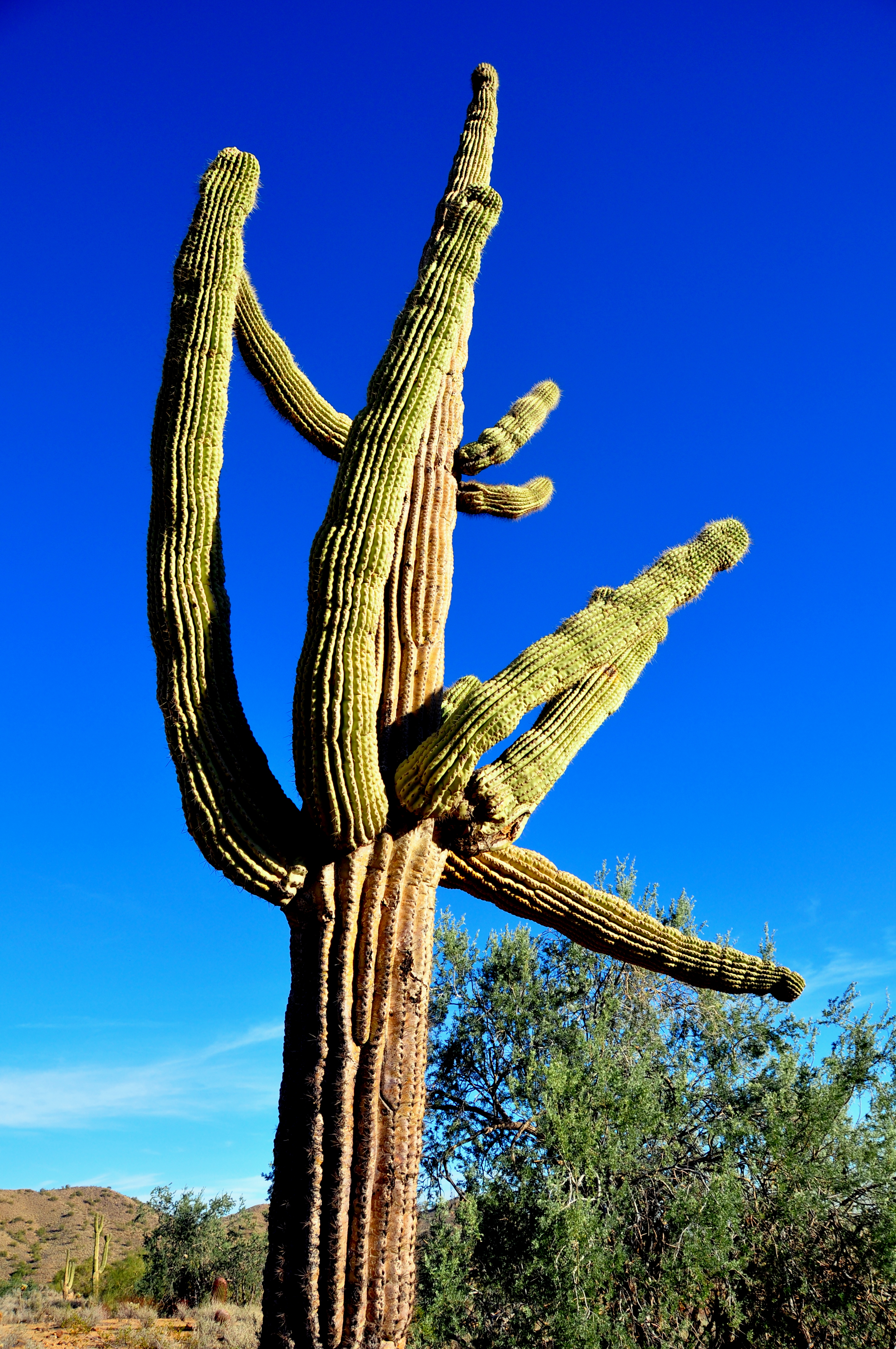
Carnegia gigantea

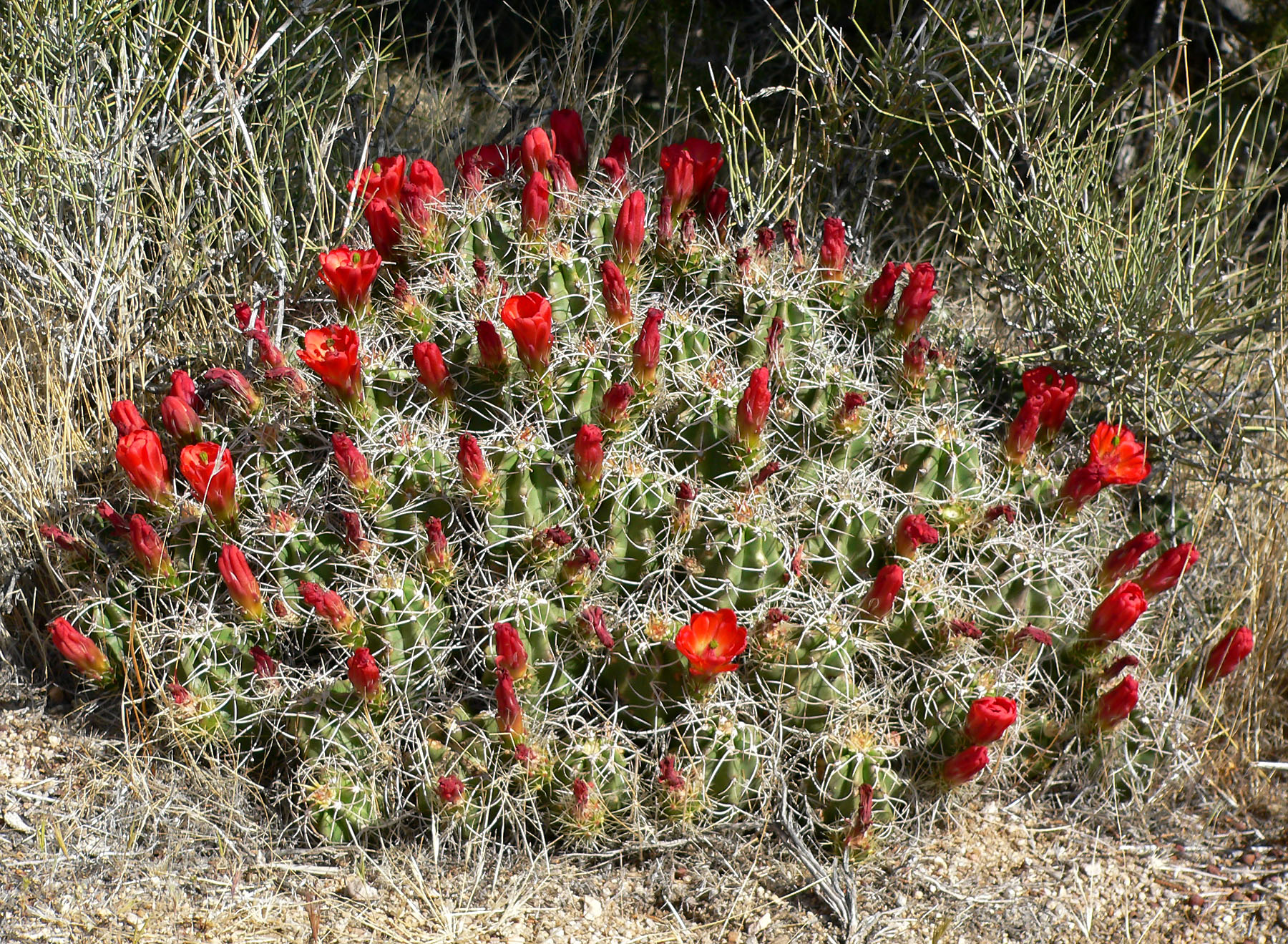
Echinocereus triglochidiatus

Rostliny velké, large, keřovité nebo stromovité. Stonky nečlánkované, výrazně žebrované. Květní zóna stejnorodá i odlišená, mohou se tvořit cefália.
Výskyt: Zejména Mexiko a jihozápad USA. Také Karibská oblast, Střední Amerika, Kolumbie a Venezuela.
- Acanthocereus (Engelm. ex A.Berger) Britton & Rose – triangle cactus

synonyma: Dendrocereus Britton & Rose, Monvillea Britton & Rose
- Bergerocactus Britton & Rose

synonyma: Bergerocereus Fric & Kreuz. (orth. var.)
- Carnegia Britton & Rose – saguaro

- Cephalocereus Pfeiff. stařeček

synonyma: Haseltonia Backeb., Neodawsonia Backeb., Pilocereus Lem.
- Corryocactus Britton & Rose

synonym: Corryocereus Fric & Kreuz. (orth. var.), Erdisia Britton & Rose, Eulychnocactus Backeb. (nom. inval.)
- Dendrocereus Britton & Rose – see Acanthocereus

- Echinocereus Engelm.

synonyma: Morangaya G.D.Rowley, Wilcoxia Britton & Rose
- Escontria Rose

- Isolatocereus Backeb. – see Stenocereus

- Leptocereus (A.Berger) Britton & Rose

synonyma: Neoabbottia Britton & Rose
- ×Myrtgerocactus Moran

[= Myrtillocactus × Bergerocactus]
- Myrtillocactus Console

synonyma: Myrtillocereus Fric & Kreuz. (orth. var.)
- Neobuxbaumia Backeb.

synonyma: Pseudomitrocereus Bravo & Buxb., Rooksbya Backeb.
- ×Pacherocactus G.D.Rowley

[= Pachycereus × Bergerocactus]
- Pachycereus (A.Berger) Britton & Rose

synonyma: Backebergia Bravo, Lemaireocereus Britton & Rose, Lophocereus (A.Berger) Britton & Rose, Marginatocereus (Backeb.) Backeb., Mitrocereus (Backeb.) Backeb., Pterocereus T.MacDoug. & Miranda
- Peniocereus (A.Berger) Britton & Rose

synonyma: Cullmannia Distefano, Neoevansia W.T.Marshall, Nyctocereus (A.Berger) Britton & Rose
- Polaskia Backeb.

synonyma: Chichipia Backeb. (nom. inval.), Heliabravoa Backeb.
- Pseudoacanthocereus F.Ritter

- Stenocereus (A.Berger) Riccob.

synonyma: Hertrichocereus Backeb., Isolatocereus Backeb., Isolatocereus (Backeb.) Backeb., Machaerocereus Britton & Rose, Marshallocereus Backeb., Neolemaireocereus Backeb., Rathbunia Britton & Rose, Ritterocereus Backeb.